# 컬로처구

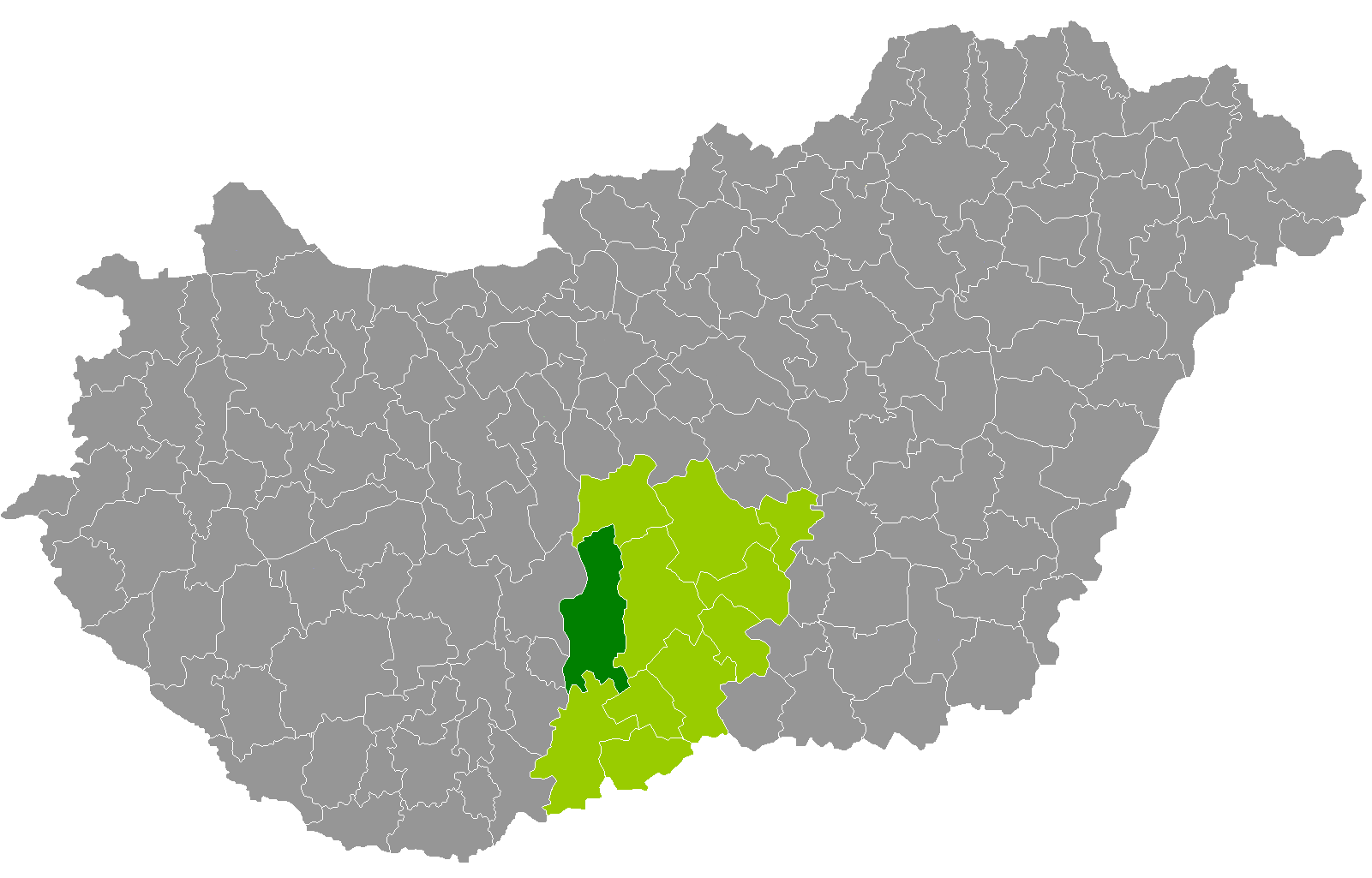
바치키슈쿤주 지도에 표시된 컬로처구의 위치

컬로처구(헝가리어: Kalocsai járás)는 헝가리 바치키슈쿤주에 위치한 구로 구청 소재지는 컬로처이며 면적은 1,062.27km2, 인구는 52,479명(2011년 기준), 인구 밀도는 49명/km2이다.
북쪽으로는 쿤센트미클로시구, 동쪽으로는 키슈쾨뢰시구, 남동쪽으로는 야노슈헐머구, 남쪽으로는 버여구, 서쪽으로는 톨너주 톨너구, 퍽시구와 접한다. 21개 지방 자치체(3개 시, 18개 마을)를 관할한다.

구 문장